# Cao Xiandong
Cao Xiandong (曹限东S, Cáo XiàndōngP; Pechino, 3 maggio 1967) è un ex calciatore cinese, di ruolo centrocampista.

## Palmarès

### Club

#### Competizioni nazionali
- Coppa della Cina: 2

Beijing Guoan: 1996, 1997
- Supercoppa di Cina: 1

Beijing Guoan: 1997